# 8kun
8kun, bis November 2019 8chan, auch Infinitechan oder Infinitychan (teilweise Eigenschreibweise ∞chan) genannt, ist ein Imageboard. Es unterscheidet sich von anderen Imageboards darin, dass Nutzer eigene Boards erstellen und moderieren können. Außerdem hat 8kun annähernd keine Beschränkungen darin, welche Inhalte geduldet werden.
Insbesondere die Nutzer des Boards politically incorrect (/pol/) können nach einer Recherche von bellingcat.com als rechtsradikal eingestuft werden.
Nach einer Recherche der Zeit werden auf 8kun „viele nationalistische, rassistische, antisemitische und frauenfeindliche Inhalte verbreitet“, allerdings sei die Website nicht auf hasserfüllte Inhalte beschränkt – sie sei beispielsweise auch Inkubator für „zahlreiche Memes.“

## Seitennutzung
8kun ist so angelegt, dass ein „Forumsbesitzer“ die Moderation übernimmt. Um ein Board zu besitzen, muss es entweder erstellt oder beansprucht werden, wenn das Board mehr als eine Woche inaktiv war. Die Moderation des Boards kann nach Belieben erfolgen, es darf nur nicht unmöglich oder quasi unmöglich gemacht werden, es zu nutzen. Der Besitzer des Boards hat die Möglichkeit, weitere Freiwillige als Moderatoren für sein Forum hinzuzufügen.
Globale Moderatoren arbeiten ebenfalls freiwillig und haben auf allen Boards Löschrechte. Ihre Aufgabe ist nur die Überprüfung der globalen 8chan‐Regel, die in den Vereinigten Staaten illegale Inhalte verbietet. Boards werden nicht gesperrt oder gelöscht, es sei denn, sie sind explizit zur Verbreitung illegaler Inhalte konzipiert. Im April 2018 stand 8chan auf Platz 3889 der meistbesuchten Internetseiten der Welt. Die Seite wirbt mit dem Slogan „Die dunkelsten Ecken des Internets“ und hat nach Aussagen des Seitenbetreibers James Watkins kein Problem damit, „dass White Supremacists auf 8chan kommunizieren“.
8kun basiert seit April 2017 auf der vom 8kun-Administrator Watkins entwickelten Software OpenIB, einer sichereren Version der ursprünglichen Software infinity.

## Geschichte
8chan wurde im Oktober 2013 vom Softwareentwickler Fredrick Brennan gegründet, der derzeit (August 2019) auf den Philippinen lebt, auch bekannt unter seinen Pseudonymen Hotwheels und Copypaste. Früher war er bereits als Administrator für die ähnliche Seite Wizardchan tätig gewesen, welche sich an jungfräuliche, depressive Männer richtet. Er verließ die Seite, nachdem bekannt geworden war, dass er seine eigene Jungfräulichkeit verloren habe. Brennan, der die Entwicklung des Imageboards 4chan als autoritär bezeichnete, beschrieb 8chan als „Meinungsfreiheit-freundliche“ Alternative und gab an, er habe die Idee für die Website ursprünglich während einer psychedelischen Pilzreise erlangt. Brennan entwickelte selbst eine Abspaltung der Imageboard‐Software vichan namens infinity, die es allen Nutzern erlaubt, eigene Boards zu erstellen.

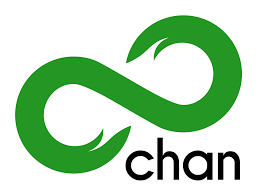
Logo von 8chan

Als 4chan im September 2014 sämtliche Diskussion der Gamergate-Kontroverse verbot, migrierte eine große Zahl von Nutzern zu 8chan, welches danach zu einem Organisationszentrum der GamerGate‐Bewegung wurde. Dieser Vorgang verschaffte der Seite eine deutlich größere Bekanntheit, was sich auch darin äußerte, dass sie allein im Monat September fünfmal den Hosting-Provider wechseln musste. Die Firma N.T. Technology des US‐Militärveterans James Watkins bot Brennan schließlich an, 8chan zu hosten, so lange sie an 60 % des Profits der Seite beteiligt würde. Brennan nahm dieses Angebot an, da er nicht davon ausging, dass 8chan jemals einen Profit erwirtschaften würde.
Nachdem sich viele Menschen beim zuständigen Domain-Name-Registrar internet.bs beschwert hatten, dass 8chan Kinderpornografie hoste, wurde die Seite (8chan.co) im Januar 2015 offline genommen. 8chan wechselte kurz darauf zur Domain 8ch.net, die ebenfalls James Watkins gehört. Nach einem kurzen Rechtsstreit ging auch die alte Domain wieder an 8chan zurück. Es wurde jedoch entschieden, 8ch.net permanent als Hauptadresse zu benutzen, da von einer .net‐Domain ein größerer Respekt für Eigentumsrechte erwartet wurde.
Im Jahr 2015 zeigte Google kurzzeitig keine Suchresultate mehr für „8ch.net“ und „site:8ch.net“ aufgrund "vermutete[r] Inhalte über Kindesmissbrauch" an.
Seit 2016 betreibt die Seite 8chan nicht mehr Brennan, sondern James Watkins, der auch der Besitzer von 5channel ist. Brennan verblieb jedoch bis Dezember 2018 in Watkins’ Firma Race Queen und arbeitete dort unter anderem für 5channel. Die administrative Übersicht über 8chan hat seitdem Watkins’ Sohn Ronald, der auf der Seite als Codemonkey bekannt ist.
Nachdem die Seite längere Zeit nicht erreichbar gewesen war, kündigte die Administration am 7. Oktober 2019 an, dass sie in naher Zukunft unter dem Namen 8kun wieder online gehen werde. Am 2. November 2019 wurde die Seite dann unter dem neuen Namen eröffnet, allerdings nur mit einem kleinen Teil der Boards. Auch /pol/ war nicht unter den zuerst übertragenen Boards. Es wurde jedoch angekündigt, dass man in Zukunft weitere Boards migrieren werde.
Am 16. Oktober 2019 wurde in der Onlinezeitung Zeit Online ein Interview veröffentlicht, in dem der Gründer des Imageboards angab, die Gründung dessen zu bereuen.
Es gibt Vermutungen, dass Watkins oder sein Sohn einige oder alle der ursprünglichen QAnon-Posts auf 4chan und später 8kun selbst verfasst haben. Watkins gründete 2020 das super PAC Disarm the Deep State, welches Kandidaten, die sich auf QAnon berufen, unterstützen soll.

## Kontroverse
Kurz vor dem Terroranschlag auf zwei Moscheen in Christchurch im März 2019 wurde auf dem Unterforum /pol/ folgender Text veröffentlicht: „Ich werde die Invasoren angreifen, und ich werde den Angriff auf Facebook live streamen.“ In dem Post wurde zudem auf die Facebook-Seite des Attentäters Brenton Tarrant, auf der das angekündigte Video später auftauchte, und auf ein 73-seitiges Manifest verlinkt. Forenmitglieder schlossen Wetten drüber ab, ob ein neuer Täter es schaffen könnte, den „Highscore von Christchurch“ (Anzahl der Toten beim Anschlag) zu übertreffen.
Beim Anschlag auf eine Synagoge in Poway am 29. April 2019, den mutmaßlich der 19-jährige John Earnest aus San Diego verübte, kam eine Person ums Leben und drei weitere Personen jüdischen Glaubens wurden verletzt. Auch hier war kurz vor der Tat ein Pamphlet unter seinem Namen auf 8chan veröffentlicht worden. Der Thread wurde kurz darauf gelöscht.
Laut verschiedenen Medien veröffentlichte Patrick Crusius, der mutmaßliche Attentäter des Terroranschlags von El Paso vom 3. August 2019, eine Stunde vor seinem Attentat auf /pol/ sein vierseitiges Pamphlet The Inconvenient Truth (deutsch: Die unbequeme Wahrheit), in dem er sein Attentat ankündigte. Darin beschrieb er u. a. seinen Hass auf Rassenmischung und schlug vor, die Vereinigten Staaten in verschiedene Gebiete für verschiedene Rassen aufzuteilen. Seine Tat sei eine „Antwort auf die hispanische Invasion von Texas“.
Matthew Prince, Geschäftsführer des IT-Sicherheitsdienstleisters Cloudflare, gab bekannt, dass er die Website von 8chan nicht mehr vor Cyberangriffen schützen werde, da „8chan wiederholt bewiesen hat, dass es eine Jauchegrube für Hass ist“. Daraufhin wurde die Seite von den Administratoren vom Netz genommen, um den Wechsel zum ähnlichen Anbieter Bitmitigate vorzubereiten, welcher auch den rechtsextremen Blog The Daily Stormer übernommen hatte, nachdem dieser von Cloudflare fallen gelassen worden war. 8chan wechselte außerdem den Domain-Name-Registrar von Tucows zu Epik, dem Mutterunternehmen Bitmitigates. Schon kurz nachdem die Seite wieder online war, kündigte der Internetdienstanbieter Voxility, dessen Server Bitmitigate nutzt, um seine Dienste anzubieten, seine Zusammenarbeit mit dem Unternehmen, wodurch 8chan wieder unerreichbar wurde, zusammen mit anderen Kunden Bitmitigates, darunter The Daily Stormer. Auch Epik kündigte am 6. August 2019 an, nicht mit 8chan zusammenzuarbeiten, Bitmitigate widersprach dem jedoch in einem Tweet.
Der Seitenbetreiber James Watkins, der eine Schweinezucht auf den Philippinen betreibt, wurde im Zusammenhang mit den Ereignissen von El Paso von Bennie Thompson, dem Vorsitzenden des Ausschusses für Heimatschutz im US-Kongress, zu einer Befragung vorgeladen. In dieser Befragung sollte er darlegen, wie er und seine Angestellten die Verbreitung von Hass auf seiner Plattform verhindern. Des Weiteren hat die Polizei der Philippinen Ermittlungen aufgenommen, wobei Jim Watkins im Zentrum stehen soll. Die Befragung vor dem US-Kongress fand am 5. September 2019 hinter verschlossenen Türen statt. Watkins stellte die Funktionsweise von 8chan dar und versicherte, die Seite lösche illegale Inhalte so schnell wie möglich und arbeite mit dem Gesetz zusammen, wolle aber legale Hassrede weiterhin erlauben. Außerdem stellte er neue Funktionen auf der Seite in Aussicht, um illegalen Inhalten vorzubeugen.